# Jeunes en liberté
Jeunes en liberté est un téléroman québécois en 17 épisodes de 25 minutes diffusé entre le 6 juin 1979 et le 27 août 1980 sur le réseau TVA.

## Distribution
- Marie Bégin : Angèle
- Sophie Faucher : Minou
- Denys Paris : Charlie
- Lisette Guertin : Nathalie Mercier
- Claude Prégent
- Septimiu Sever
- Denis Bouchard
- Marcel Leboeuf
- Jo-Ann Quérel
- Louise Rinfret
- Rita Lafontaine
- Louis Dallaire
- Hélène Grégoire
- Robert Lavoie
- Thérèse Morange
- Jean-Pierre Bélanger
- Christian St-Denis
- Jean Deschênes
- Linda Plamondon
- Rolland Bédard

## Fiche technique
- Scénarisation : Marcel Cabay
- Réalisation : Michel Petit et Claude Colbert
- Société de production : Télé-Métropole